# Katharina Michailovna
Katharina Michailovna av Ryssland, född 28 augusti 1827 i S:t Petersburg , död där 12 maj 1894, var en rysk storfurstinna och hertiginna av Mecklenburg-Strelitz, gift 1851 med hertig Georg August av Mecklenburg-Strelitz. 

## Biografi
Hon var dotter till storfurst Michael Pavlovitj av Ryssland (1798–1849) och Charlotte av Württemberg (1807–1873). 
Katharina fick en fin utbildning. Hon förlovades 1850 och gifte sig året därpå; genom äktenskapet miste hon sitt ryska medborgarskap, men paret bosatte sig med hennes mor i S:t Petersburg och deras relation var lycklig, även om modern och maken inte alltid kom överens. 
Katharina Michailovna var liksom sin mor aktiv inom välgörenhet och beskyddare för många organisationer och utbildningsinstitutioner. Hon var beskyddare av Mariinskij- och Povivalny Instituten (numera Institutet för obstetrik och gynekologi), Maksimilianovskaya kliniken, vårdhem i St Petersburg och Oranienbaum. Hon öppnade ett vårdhem för sjuka barn från St Petersburg i Oranienbaum, kliniska institutet (numera Institutet för avancerade läkarutbildning), en skola för flickor i Tasjkent och en välgörenhetsorganisation för kvinnor i Riga.

## Barn
- Nikolaus Georg Michael Karl (född och död i Sankt Petersburg 1854).
- Helene Marie Alexandra Elisabeth Auguste Karoline (född den 16 januari 1857 i Sankt Petersburg, död 1936); gift 1891 med Albert av Sachsen-Altenburg (1843-1902; yngre bror till Teresia av Sachsen-Altenburg).
- Georg Alexander Michael Friedrich Wilhelm Franz Karl (född den 6 juni 1859 i Remplin, död den 5 december 1909 i Sankt Petersburg); gift morganatiskt i Sankt Petersburg 1890 med Natalia Vanljarskaya, grevinna von Carlow (1858–1921). Från detta par stammar den nuvarande mecklenburgske tronpretendenten Borwin av Mecklenburg.
- Karl (eller Carl?) Michael Wilhelm August Alexander (född den 17 juni 1863 i Oranienbaum, död den 6 december 1934 i Remplin).